# 克尤木·巴吾东
克尤木·巴吾东（维吾尔语：قەيۇم باۋۇدۇن，拉丁维文：Qeyum Bawudun，1939年4月—），男，维吾尔族，新疆尉犁人。中华人民共和国政治人物。1962年5月加入中国共产党，1964年12月参加工作。大学学历。

## 生平
1956年在新疆乌鲁木齐市第二师范学校学习。1959年9月在新疆大学学习汉语，同年12月赴苏联塔什干大学物理系留学。1966年毕业回国，供职于中国科学院新疆分院物理研究所。1973年，升任副所长。1976年，任新疆大学副校长。1980年，担任共青团中央书记处书记兼全国青联副主席。1985年，改任中共新疆维吾尔自治区党委常委兼新疆广播电视大学校长、自治区体委主任。1991年，升任新疆维吾尔自治区人民政府副主席兼自治区教委主任；次年任中共新疆维吾尔自治区党委副书记 。2021年2月，在《新疆日报》发表题为《闭嘴吧，欺世盗名的蓬佩奥》的文章，强烈批评美国前国务卿蓬佩奥抹黑中国治疆政策的言论。
是中共第十二（1985年中国共产党全国代表会议增选）、十三（1992年10月十三届九中全会递补为中央委员），十四（1997年9月十四届七中全会递补中央委员）、十五届中央候补委员。第九届全国政协常委，第十届全国政协常委、民族和宗教委员会副主任，曾兼任中国老年人体育协会副主席。
克尤木·巴吾东曾四次当选中共中央候补委员，两次递补为中央委员，这种经历在中共历史上极为罕见，但两次递补均是在本届中央委员会的最后一次全会，且在随后召开的党代会上也都没有继续当选为中央委员，致使其两届中央委员任期总共只有20天，是中共任期最短的中央委员之一。